# ヴァローナ
ヴァローナ（仏: VALRHONA）はフランスで1922年に創業した業務用チョコレートメーカー。
クーベルチュールをはじめとする製菓用チョコレートだけではなく、既成のチョコレート菓子も販売している。

## 歴史
- 1922年 - 仏国の菓子職人ジャン・ギロネ(M.Guironnet)が南仏のヴァレ・デュ・ローヌ地方のタン＝レルミタージュという町に「ショコラトリー･デュ･ヴィヴァレ」(Chocolaterie du Vivarais)を創立。小規模の工場で板チョコ、生チョコ、ボンボンショコラをローヌ地方の顧客向けに製造していた。
- 1950年 - 所有者が変わり、工場で伝統製法を守りつつプロフェッショナル向けクーベルチュール（製菓用チョコレート）の製造を開始。会社は大きく発展した。
- 1960年 - ヴァローナ「VALRHONA」が正式なブランドの名前として確立。
- 1979年 - 日本市場への進出。
- 1986年 - 一般消費者向け商品の製造開始。世界初となるカカオ分70%のブラックチョコレート「グアナラ」を発売。
- 1988年 - ヴァローナ製菓学校「L’Ecole du Grand Chocolat」がタン・レルミタージュに創立。2002年には最新の設備を備えた新しい校舎をオープン。
- 1989年 - 洋菓子世界大会「クープ･デュ･モンド・ドゥ・ラ・パティスリー」創設。（隔年開催）
- 1995年 - ヴァローナ ジャポン株式会社とヴァローナ 米国設立。
- 1996年 - ヴァローナ スペイン設立。
- 1998年 - 世界初の農園指定のカカオ豆を使用した、ヴィンテージチョコレート「グラン･クヴァ」を発売。
- 2001年 - ヴァローナ イタリア設立。
- 2004年 - フランスにて、第2工場新設。
- 2007年 -「L’Ecole du Grand Chocolat」に次ぐ２校目となる製菓学校「エコール・ヴァローナ 東京」が東京に創立。

## 主な製品

### クーベルチュール

#### グラン・クリュ・テロワール
それぞれの個性溢れる原産地限定の最高級カカオを使用。
- フェーブ･アラグアニ(カカオ分72%)　ベネズエラ産カカオ
- フェーブ･ニアンボ(カカオ分68%)　ガーナ産カカオ
- フェーブ･アルパコ(カカオ分66%)　エクアドル産カカオ
- フェーブ･タイノリ(カカオ分64%)　ドミニカ共和国カカオ
- フェーブ･マンジャリ(カカオ分64%)　マダガスカル産カカオ
- フェーブ･タナリヴァラクテ(カカオ分33%)　マダガスカル産カカオ

#### グラン・クリュ・マリアージュ
厳選されたカカオでつくられるブレンドチョコレート。
- グアナラ(カカオ分70%)
- ピュア・カライブ(カカオ分66%)
- エクストラ･ビター(カカオ分61%)
- カラク(カカオ分56%)
- グアナラ･ラクテ(カカオ分41%)
- ジヴァラ･ラクテ(カカオ分40%)

#### 農園限定チョコレート
ヴァローナが契約を交わしている、農園指定のカカオを使用したヴィンテージ・チョコレート。
- グラン･クヴァ(カカオ分68%)　トリニダード島グランクヴァ農園カカオ

#### チョコレート・ナパージュ
- アプソリュ・ショコラ
- アプソリュ・クリスタル